# Robert Anthony Schuller
Robert Anthony Schuller (* 7. Oktober 1954 in Blue Island, Illinois) ist ein US-amerikanischer (Fernseh-)Pastor und Sachbuchautor.

## Leben und Wirken
Schuller wuchs in Kalifornien auf und machte seinen Abschluss am Hope College in Holland, Michigan. Während seiner Kindheit und Jugend nahm er aktiv am Gemeindeleben der von seinem Vater Robert Schuller geleiteten Garden Grove Community Church teil, die später als Crystal Cathedral bekannt wurde.
Nach seiner Ordination gründete er 1981 die Gemeinde der Rancho Capistrano Community Church in San Juan Capistrano, Kalifornien, südlich der Crystal Cathedral. Während der Jahre dort legte er das Fundament der Possibility Living Ministries, deren Schwerpunkt ein Lebensstil ist, in dessen Zentrum Jesus Christus steht und dessen Fokus auf Verstand, Körper und Geist liegt, und gründete 1992 die Rancho Capistrano Schule. 1985 verlieh ihm die National Hispanic University im kalifornischen San José die Ehrendoktorwürde für seine Wohltätigkeitsarbeit in Mexiko. Von 1995 bis 1999 moderierte er die einstündige Radiosendung Balanced for Life mit einem auf Heilung und Wohlbefinden ausgerichteten Programm.
Am 22. Januar 2006 trat Schuller als zweiter Hauptpastor der Gemeinde der Crystal Cathedral die Nachfolge seines Vaters an. In diesem Amt stand er auch dem internationalen Fernsehgottesdienst Hour of Power vor, wo er bereits seit 1976 zu sehen gewesen war. Am 29. November 2008 trat er allerdings aufgrund innerkirchlicher Meinungsverschiedenheiten als Prediger der Gemeinde zurück. Danach wurde er Vorsitzender des neuen Unternehmens Comstar Media, Home of Family Programming, das die zwei Kabel-TV-Netze you too tv und Family Net verwaltet.
Als erfolgreicher Autor hat Schuller etliche Bücher geschrieben, darunter den Bestseller Dump Your Hang Ups, Without Dumping Them On Others. Eines seiner Bücher hat er gemeinsam mit Douglas DiSiena geschrieben; es trägt den Titel Possibility Living – Add Years to your Life and Life to your Years with God’s Health Plan (zu deutsch Leben in Möglichkeiten – fügen Sie Ihrem Leben Jahre und Ihren Jahren Leben hinzu, mit Gottes Gesundheitsplan).

## Persönliches
Schuller wurde 1984 geschieden und heiratete 2007 seine jetzige Frau Donna. Das Paar hat vier Kinder, darunter ihr Sohn Bobby Schuller, und wohnt in Laguna Beach (Kalifornien).

## Veröffentlichungen
- Der Weg durch das dunkle Tal: Trost, Hoffnung und Ermutigung aus Psalm 23, (orig. Getting through the going through stage), Hour of Power Verlag, Augsburg 2006, ISBN 978-3-941980082.
- Geh in deinen eigenen Schuhen: entdecke Gottes Führung für dein Leben, (orig. Walking in your own shoes), Hour of Power Verlag, Augsburg 2008, ISBN 978-3-941980020.